# Manoir du Montargis
Le manoir du Montargis est un ancien prieuré bénédictin, du XIIe siècle, qui se dresse sur le territoire de la commune française de Cambremer, dans le département du Calvados, en région Normandie. L'édifice est partiellement inscrit au titre des monuments historiques.

## Localisation
Le manoir, dominant la vallée de la Dives et surplombant de plus de cent mètres le village de Notre-Dame-d'Estrées, est situé à Cambremer, dans le département français du Calvados.

## Historique
Au milieu du XIIe siècle, Hugues de Crèvecœur donne le domaine à l'abbaye de la Sainte-Trinité de Tiron qui y fondent un prieuré.
À la Révolution, devenu bien national, le domaine est acquis par Pierre-Simon marquis de Laplace.

## Description
Le manoir prioral est daté du XVIe siècle, et la chapelle du XIIe siècle.

## Protection
La chapelle, les façades et les toitures des bâtiments (manoir prioral et communs) sont inscrits au titre des monuments historiques par arrêté du 17 octobre 1977.